# Исаулов, Юрий Фёдорович
Юрий Фёдорович Исаулов (род. 31 августа 1943) — советский военный лётчик и космонавт-испытатель 5-го набора в отряд космонавтов ВВС ЦПК имени Ю. А. Гагарина. Опыта космических полётов не имел. Кандидат психологических наук.

## Биография

### Ранние годы, учёба, воинская служба
Родился 31 августа 1943 года в Омске в рабочей семье. С 1959 по 1962 год работал слесарем, а затем токарем на омском моторостроительном заводе им. П. И. Баранова, учился в школе рабочей молодёжи № 5, которую окончил в 1960 году.
С 1961 года занимался в омском аэроклубе, прошёл теоретическую подготовку и летал на самолёте Як-18у. В 1962 году поступил в Армавирское высшее военное училище лётчиков ПВО, которое окончил в 1966 году с квалификацией «летчик-инженер». В училище освоил самолёт МиГ-17. С декабря 1966 года лейтенант Исаулов служил старшим лётчиком в Канске (Красноярский край). В 1968 году окончил курсы замполитов в Армавирском ВВАУЛ ПВО и был назначен заместителем командира авиационной эскадрильи по политической части 712-го гвардейского истребительного авиационного полка 20-й дивизии ПВО 14-й отдельной армии ПВО. В январе 1991 года присвоено звание старший лейтенант.
В 1969—1970 годах проходил комиссию для службы в Египте и комиссию в Центре подготовки космонавтов имен и Ю. А. Гагарина для поступления в отряд космонавтов.

### Космическая подготовка
В 1972 году в ходе 5-го набора в отряд космонавтов ВВС ЦПК из трёх тысяч претендентов попал в число девяти кандидатов, отобранных в отряд. 27 апреля 1970 года приказом Главкома ВВС был зачислен в отряд космонавтов 1-го НИИ ЦПК ВВС на должность слушателя-космонавта. С мая 1970 по июль 1972 года прошёл общекосмическую подготовку, в ходе которой в 1970—1971 годах обучался по программе третьего курса Московского авиационного института. 6 июля 1972 года был назначен космонавтом-испытателем отряда космонавтов ЦПК им. Ю. А. Гагарина.
С 1972 по 1977 год проходил подготовку по программе полёта на долговременную орбитальную станцию (ДОС) «Салют» и орбитальную пилотируемую станцию (ОПС) «Алмаз» сначала в составе группы космонавтов, а затем в 1976 году в составе экипажа вместе с бортинженером Владимиром Исаковым. В 1975 году экстерном заочно окончил Военно-воздушную академию имени Ю. А. Гагарина по специальности «Командно-штабная оперативно-тактическая авиационная».
С июня 1977 года в качестве командира дублирующего экипажа корабля «Союз-28» готовился для полёта на ДОС «Салют-6» по программе «Интеркосмос», вместе с Олдржихом Пелчаком (Чехословакия), но позже был заменён в экипаже космонавтом Николаем Рукавишниковым. С октября 1979 года по май 1980 года вместе с космонавтом Рукавишниковым и космонавтом-исследователем ИМБП, врачом Михаилом Потаповым, проходил подготовку в качестве командира резервного экипажа по программе второго пилотируемого испытательного полёта на корабле «Союз Т-3».
В июне 1980 года был назначен командиром резервного экипажа корабля «Союз Т-4» для полёта на ДОС «Салют-6» по программе 5-й длительной экспедиции вместе с бортинженером Валентином Лебедевым. В марте 1981 года, незадолго до вылета на космодром Байконур для подготовки к старту, Исаулов был отстранён от космического полёта из-за пищевого отравления и заменён Анатолием Березовым.
В январе 1982 года был переведён с должности космонавта-испытателя на должность сменного руководителя полётами космических кораблей и орбитальных станций отряда космонавтов ЦПК. 7 июня 1991 года приказом министра обороны СССР был уволен в звании подполковника в запас по возрасту и исключён из списков части.

### Дальнейшая работа и научная деятельность
В 1979 году в Институте психологии АН СССР защитил диссертацию на тему «Деятельность оператора в особых условиях» и получил степень кандидата психологических наук.
В декабре 1992 года был избран членом-корреспондентом, а марта 1994 года действительным членом (академиком) Академии энергоинформационных наук. В сентябре 1994 года избран действительным членом Академии медико-технических наук РФ. Занимался изучением влияния психической саморегуляции на деятельность операторов в особых условиях. Участвовал в разработке медико-технической аппаратуры, изучал китайскую народную медицину. Проводил эксперименты по биоэнергетическому телекинезу. Соавтор ряда изобретений. Имеет более 50 научных работ. Награждён 15 юбилейными медалями.
С 1991 по 2004 год занимался бизнесом, работал на руководящих должностях в различных акционерных обществах в России и Узбекистане. По состоянию на 2021 год — механик в испытательном отделе на омском заводе «Полёт».
В 2011 году была опубликована автобиографическая трилогия Юрия Исаулова «Такая короткая, длинная и извилистая дорога в вечность» (кн.1 «Дорога в небо», кн. 2 «Дорога к звёздам», кн.3 «Дорога в бизнес»).
В 2017 году была выпущена почтовая карточка в серии «Нелетавшие космонавты» посвящённая Юрию Исаулову.

## Семья
Юрий Исаулов был трижды женат, имеет пять дочерей и два сына. Сыновья выбрали военную профессию.